# Ultra Cute
Ultra Cute (うるきゅー, UruKyū) és un manga de Nami Akimoto. La sèrie està formada per 9 còmics. Es va publicar al Japó l'any 2002 per Kodansha i a Espanya el 2005 per Norma Editorial.
Altres treballs de Nami Akimoto són Tenshi ni Kiss (天使にKISS, Tenshi ni Kiss) i Snowdrop (スノードロップ, Sunō Duroppu).

## Argument
La historia gira al voltant de Ami i Noa que, des de molt petites, han estat rivals en temes d'amor fins que un dia coneixen a dos nois que els sembles fantàstics, Tomohiro i Tamon. Per primer cop, Ami i Noa es posen d'acord i cada una escull un dels nois: Ami tria a Tamon i Noa a Tomohiro. La relació de la Noa amb en Tomohiro no va massa bé però a Ami li va bé i acaba sent la xicota de Tamon.
Aquesta sèrie narra tots els problemes que tenen Ami i Tamon perquè el seu amor triomfi i siguin feliços sense que ningú els interrompi.